# وقود الطائرات

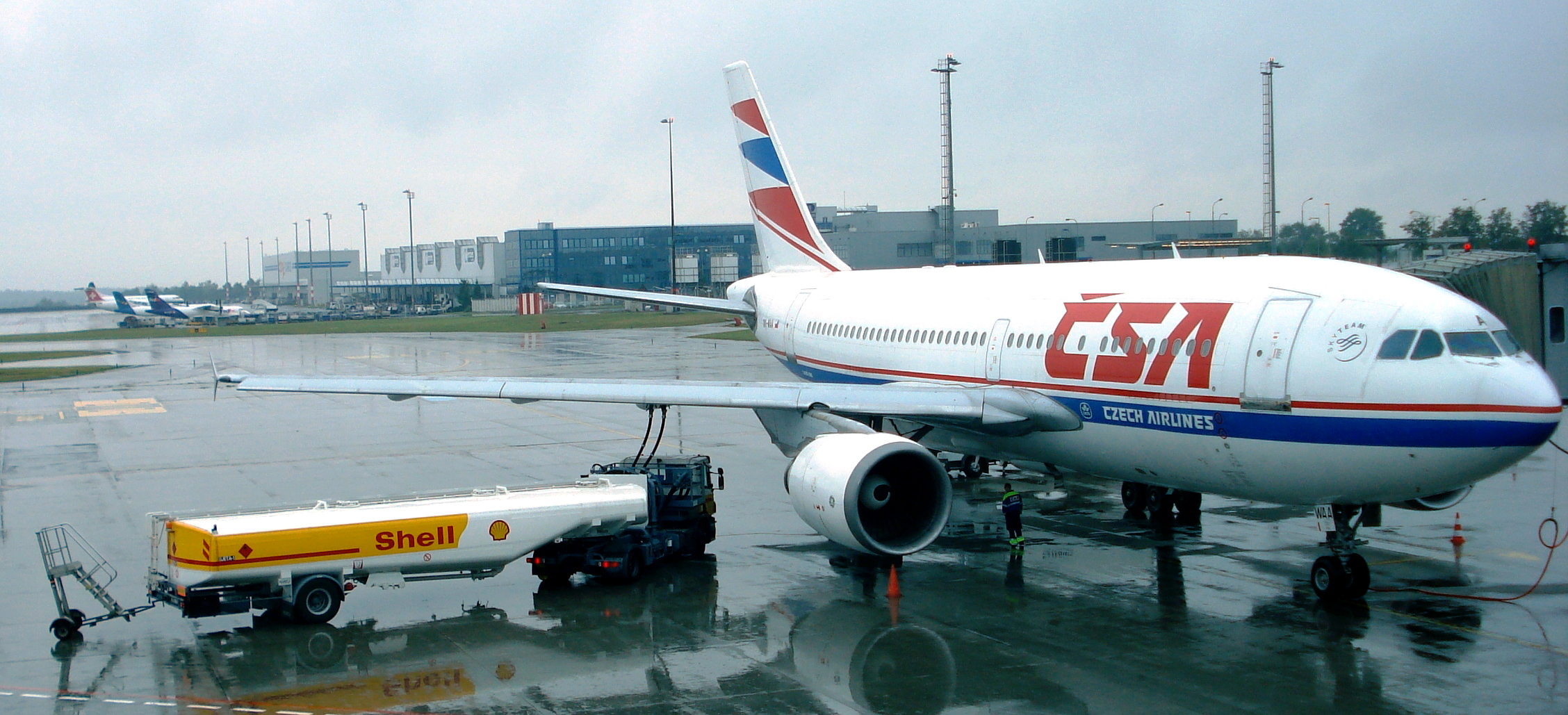
طائرة ركاب من طراز إيرباص إيه 310 تتزود بالوقود عن طريق شاحنة تزويد الوقود

وقود الطائرات النفاثة هو نوع من وقود الطائرات المصممة للاستخدام في الطائرات التي تعمل على محركات الغاز التوربينية. وهو تقريباً بني اللون. ومن أبرز أنواع الوقود هي جيت-ألفا (JET-A) و جيت-ألفا1 (JET-A1) والتي يتم إنتاجها وفق مجموعة من المواصفات الموحدة على الصعيد الدولي. وغيرها من وقود الطائرات النفاثة الوحيد الذي يشيع استخدامه في محرك المدنيين التوربيني للطيران ويسمى جت باء، ويستخدم لأدائه المتطور في الطقس البارد.
وقود الطائرات النفاثة هو خليط من عدد كبير من المحروقات المختلفة. ومدى أحجامها (الأوزان الجزيئية أو أرقام الكربون) مقيدة بالاحتياجات والمتطلبات اللازمة للمنتج، على سبيل المثال، نقطة (درجة) التجمد أو نقطة الدخان. وقود الطائرات النفاثة من نوع الكيروسين (بالإضافة إلى جيت-ألف JET-A وجيت-ألفا1 JET-A1) لديها توزيع الرقم الكربوني بين 8 و 16 عدد الكربونات؛ ووقود الطائرات من نوع وايد كت (wide-cut) أو النفاثة(بما في ذلك جيت بي JET-B)، يتراوح عدد الكربون بين 5 و 15.

## تاريخ وقود الطائرات النفاثة
وقود الطائرات التي تعمل على محرك المكبس(عادة ما يكون بنزين عالي الأوكتان المعروف ب أفغازAvgas)) لها نقطة الوميض منخفضة لتحسين خصائص اشتعاله، المحركات التوربينية يمكن أن تعمل مع مجموعة واسعة من أنواع الوقود، ومحركات الطائرات النفاثة، عادة ما تستخدم وقود ذات نقطة وميض عالية، والتي هي أقل قابلية للاشتعال، وبالتالي أكثر أماناً للنقل والتعامل معها، أول وقود للطائرات النفاثة استند على الكيروسين أو مزيج من البنزين (الجازولين) والكيروسين، وأكثر وقود الطائرات النفاثة لا يزال قائماً ومستنداً على الكيروسين.

## أنواعه

### جيت ألف

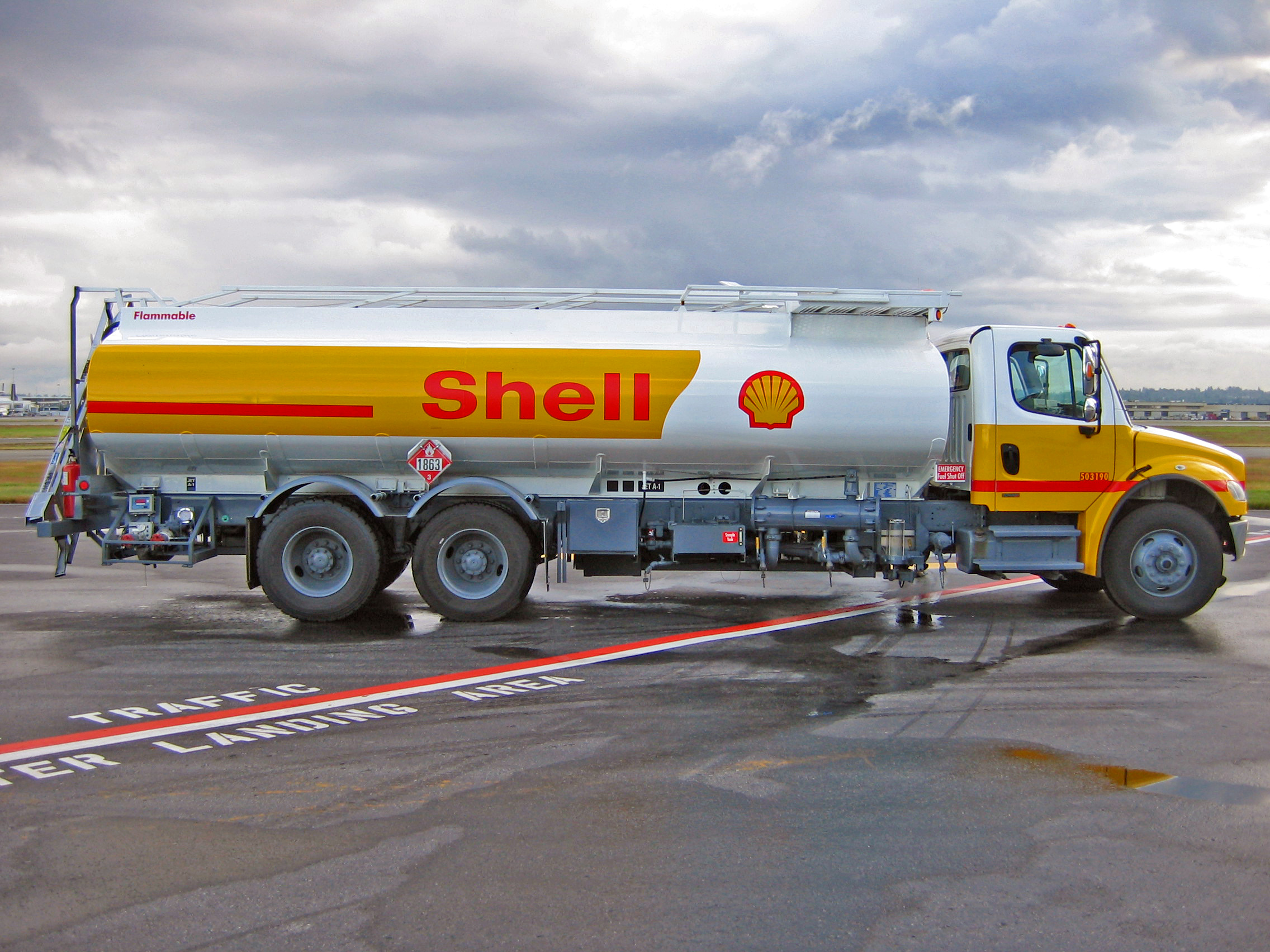
شيل جيت1 JET1 شاحنات تزويد الوقود على الطريق المنحدر في مطار فانكوفر الدولي (لاحظ لافتة ال 1863 للمواد الخطرة وملصق ال «جيت-ألفا1 JET-A1»

جيت أ هو وقود الطائرات النفاثة الأساسي في الولايات المتحدة منذ 1950s ومتوفر هناك فقط، جيت ألفا مشابه لجيت-ألفا1، عدا عن درجة (نقطة) تجمده -40 درجة مئوية (مقارنة ب -47 درجة مئوية لجيت-ألفا1)، ومثل جيت-ألفا1، جيت ألفا إلى حد ما لديه نقطة وميض مرتفعة 38 درجة مئوية (100 درجة فهرنهايت)، مع درجة حرارة الاشتعال الذاتي 210 درجة مئوية (410 درجة فهرنهايت)، جيت ألفا يمكن تحديدها في الشاحنات ومرافق التخزين من قبل الأمم المتحدة رقم 1863 لافتات المواد الخطرة ، شاحنات الجيت ألفا وصهاريج التخزين، والأنابيب التي تحمل جيت ألفا، يوضع عليها علامة عبارة عن ملصق أسود مع كلمة «جيت ألفا» بالأبيض مكتوب عليه، إلى جانب شريط أسود آخر، جيت ألفا سيكون له لون تبني واضح إذا كان نظيف وخالي من التلوث، الماء هو أكثر كثافة من جيت ألفا، وسوف تتجمع على الجزء السفلي من الخزان، يجب جمع صهاريج تخزين الجيت ألفا على أساس منتظم للتحقق من تلوث المياه. ومن الممكن للجزيئات الماء أن تصبح معلقة في جيت ألفا، التي يمكن العثور عليها عن طريق إجراء اختبار ("Clear and Bright") «واضح ومشرق»، ويمكن أن يشير المظهر الضبابي إلى تلوث المياه يتجاوز الحد المقبول وهو 30ppm (جزء في المليون) بلغ الإستهلاك السنوي في الولايات المتحدة من وقود الطائرات في هام 2006: 21 مليار غالون (80 مليار لتر).

### جيت-ألفا1 JET-A1
| جيت-ألفا1 JET-A1                              |                                                                                     |
| نقطة الوميض:                                  | 38 درجة مئوية (100.4 درجة فهرنهايت)                                                 |
| درجة حرارة الاشتعال الذاتي:                   | 210 درجة مئوية (410 درجة فهرنهايت)                                                  |
| نقطة (درجة) التجمد :                          | -47 درجة مئوية (-52.6 درجة فهرنهايت). (-40 درجة مئوية (-40 درجة فهرنهايت) لجيت ألف) |
| درجات حرارة الحرق في الهواء الطلق:            | 287.5 درجة مئوية (549.5 درجة فهرنهايت)                                              |
| الكثافة عند 15 درجة مئوية (59 درجة فهرنهايت): | 0.8075 كجم / لتر                                                                    |
| الحرارة (الطاقة) النوعية                      | 43.15 ميل جول / كيلوجرام                                                            |

}

### جيت بي JET-B
جيت بي JET-B هو وقود في نطاق النفثا - -كيروسين الذي يستخدم لأدائه المتطور في الطقس البارد، ومع ذلك، مكونات الجيت بي الخفيفة يجعله أكثر خطورة في التعامل معه. [بحاجة لمصدر]

## المضافات
كل من وقود الطائرات النفاثة القياسية (جيت ألف وجيت باء) قد يحتوي على عدد من المواد المضافة: [بحاجة لمصدر]
- المضادة للأكسدة لمنع الامتزاج، وعادة ما يستند على الكيلاتيد فينول(alkylated phenols)، على سبيل المثال. أدولف أوغي - 30، أدولف أوغي - 31، أو أدولف أوغي - 37 ؛ (AO-30, AO-31, or AO-37;)
- العوامل الاستاتيكيه، لتبديد الكهرباء الساكنة ومنع اشتعال؛ Stadis 450، مع حامض ال dinonylnaphthylsulfonic (DINNSA) باعتباره العنصر النشط، كمثال.
- مثبطات التآكل، مثل DCI-4A المستخدمة في وقود المدنيين والعسكريين، DCI-6A المستخدمة في وقود العسكرية؛
- عوامل نظام الوقود مثبط (مانع) التثلج (FSII)، على سبيل المثال Di-EGME ؛ FSII نظام الوقود مانع التثلج غالبا ما يختلط في نقطة البيع بحيث يمكن للمستخدمين مع خطوط الوقود ساخنة عدم دفع نفقات اضافية.
- كمبيد بيولوجي يمكن أن تضاف إذا كانت الأدلة على وجود مجموعات (مستعمرات) بكتيرية داخل نظام الوقود موجودة.

## وقود الطائرات العسكرية
المنظمات العسكرية في جميع أنحاء العالم تستخدم نظام تصنيف مختلف في أرقام الجي بي "JP"، بعضها تكاد تكون مطابقة مع نظرائه من المدنيين وتختلف فقط بكميات قليلة من المواد المضافة، جيت-ألفا1 مشابه ل جي بي-8"JP-8"، جيت بي يشبه جي بي-4 ، غيره من أنواع الوقود العسكرية وهي منتجات على درجة عالية من التخصص ويتم تطويرها من أجل تطبيقات محددة للغاية، وقود الجي بي-5 هو وقود شائع إلى حد كبير، وقد عرض للحد من خطر الحريق على حاملات الطائرات (التي لها أعلى نقطة وميض - الحد الأدنى لها 60 درجة مئوية). بعض أنواع الوقود الأخرى كانت محددة لنوع واحد من الطائرات، جي بي-6 وضع وطور خصيصاً لإكس بي-70 فالكيري "XB-70 Valkyrie"، وجي بي-7 لأس آر 71 بلاكبيرد "SR-71 Blackbird"، كلا النوعان من الوقود هذه قد صمم ليكون لهما نقطة الوميض مرتفعة، ليعمل بشكل أفضل مع الحرارة والإجهاد في سرعة تفوق سرعة الصوت، نوع واحد من الوقود المحدد والمخصص لنوع من الطائرات لا يزال يستخدم من قبل القوات الجوية للولايات المتحدة هو جي بي تي أس JPTS، الذي تم تطويره في عام 1956 لطائرة التجسس لوكهيد يو-2.
وقود الطائرات النفاثة أحيانا يصنف ككيروسين أو كنفاثة، [بحاجة لمصدر] الوقود من نوع الكيروسين يشمل جيت-ألفا JET-A وجيت-ألف1 JET-A1، وجي بي-5 JB-5، وجي بي-8 JB-8، وقود الطائرات من نوع النفاثة، ويشار إليه أحيانا ب «واسع-المقطع» "wide-cut"، ويشمل جيت بي JET-B وجي بي-4 JB-4 [بحاجة لمصدر]

## استخدام محرك المكبس
وقود الطائرات النفاثة مشابه جدا لوقود الديزل، وفي بعض الحالات قد يحرق في محركات الديزل، إمكانية التشريعات البيئية التي تحظر استخدام الأفاجاز "avgas " المحتوي على الرصاص، وعدم وجود وقود بديل مع أداء مشابه، أوقف مصممي الطائرات ومنظمات الطيران البحث عن محركات بديلة للاستخدام في الطائرات الصغيرة، نتيجة لذلك، عدد قليل من مصنعي محركات الطائرات، وعلى الأخص ثيليرت Thielert""، بدأو بعرض وإنتاج محركات الديزل التي تعمل على وقود الطائرات، هذه التكنولوجيا لديها قدرات لتبسيط تموين وتسويق الطائرات عن طريق الحد من عدد أنواع الوقود اللازمة والمطلوبة، وقود الطائرات النفاثة متوفر في معظم الأماكن في العالم، في حين الأفاجاز "avgas " متوفر على نطاق واسع فقط في عدد قليل من البلدان التي لديها عدد كبير من طائرات الطيران العام، ومحرك الديزل يحتمل أن يكون أكثر ملائمةً ووديةً للبيئة وأكثر كفاءةً في استهلاك الوقود من محرك الأفاجاز "avgas "، ومع ذلك، عدد قليل جدا من محركات الديزل للطائرات تم اعتمادها من قبل سلطات الطيران المدني، واستخدام واسع لمحركات الديزل للطائرات لا تزال في المستقبل.
وقود الطائرات النفاثة غالبا ما يستخدم في المركبات الداعمة الأرضية في المطارات، بدلا من وقود الديزل، عسكرية الولايات المتحدة تدعم الاستخدام الكثيف للجي بي-8 JB-8 على سبيل المثال، ومع ذلك، وقود الطائرات يميل إلى أن تكون قدرة التشحيم له قليلة وضعيفة، بالمقارنة مع الديزل، وبالتالي زيادة قدرة احتمال مضخات الوقود وغيرها من أجزاء المحرك، [بحاجة لمصدر] المركبات المدنية تميل إلى عدم السماح باستخدامه، أو يشترط أن تكون المضافات مختلطة مع وقود الطائرات من أجل استعادة مداهنته وتشحمه. وقود الطائرات النفاثة هو أيضا بشكل ملحوظ أكثر تكلفة من الديزل، وباستخدامه في المركبات الأرضية يعتبر من قبل البعض أنه إسراف.

## وقود الطائرات الحيوي
صناعة الطيران هي المسؤولة عن إثنين في المئة من انبعاث الغازات المسببة للاحتباس الحراري العالمي، قدر بوينغ بأن الوقود الحيوي يمكن أن تقلل من انبعاثات الغاز المرتبطة بالطيران بنسبة 60 إلى 80 في المئة، الحل سيكون مزج وقود الطحالب مع وقود الطائرات الموجود:
الطيران الأخضر الدولي حلق في أول طائرة نفاثة في العالم ب 100 ٪ وقود حيوي، في رحلة من ولاية نيفادا في لاس فيغاس—مطار ستيد، كانت في محرك ل-29 L29 وحيد، يقودها كارول سوجارز ودوغلاس رودانتي.
- بوينغ وطيران نيوزيلندا يتعاونون مع كبار صانعي الوقود الحيوي البرازيليين [9] تيكبيو و اكوافلو بيونوميك من نيوزيلندا وغيرهم مطورين الوقود الحيوي للطائرات في مختلف أنحاء العالم.
- فيرجين أتلانتيك اختبرت بنجاح مزيج الوقود الحيوي المصنوع من 20 ٪ من جوز الباباسو وجوز الهند، و 80 ٪ من وقود الطائرات النفاثة التقليدي لتغذية وتزويد محرك واحد على متن الرحلة 747 من لندن إلى امستردام.[10]
- إتحاد يتألف من بوينغ، ومركز بحوث ناسا جلين، والمحركات الهوائية م ت يو (ألمانيا)، ومختبر أبحاث سلاح الجو للولايات المتحدة، تحقق تنمية بمزج وقود الطائرات التي تحتوي على نسبة كبيرة من الوقود الحيوي.[11]

زادت أسعار النفط نحو خمسة أضعاف من 2003-2008، يثير مخاوف من أن إنتاج النفط العالمي أصبحت غير قادرة على مواكبة الطلب، الاعتماد القريب من الكلي على النفط لوقود الطائرات يضيف عاملا جديدا على ضرورة البحث عن بدائل، خمس وعشرون شركة طيران أفلست أو توقفت عن العمل في الأشهر الستة الأولى من عام 2008 وغيرها الكثر يمكن أن تغلق مع ارتفاع أسعار الوقود، وحذر اتحاد النقل الجوي الدولي من ذلك.

## الروابط الخارجية
- # Day, Dwayne A., Aviation Fuel
- # Aviation Fuels Technical Review (by Chevron Global Aviation)
- # Future Fuels Aviation Summit
- # Future Fuels Aviation Summit
- # Jet fuel information
- # Jet Fuel Price Monitor (IATA)
- # The future of aviation fuel with Experimental Aircraft
- # Biofuel Could Lighten Jet Fuel's Carbon Footprint Over 80 Percent.